# Hemimorina nigroalbana
Hemimorina nigroalbana är en fjärilsart som beskrevs av Samuel E. Cassino 1928. Hemimorina nigroalbana ingår i släktet Hemimorina och familjen mätare. Inga underarter finns listade i Catalogue of Life.